# 2019年岐阜県議会議員選挙
2019年岐阜県議会議員選挙（2019ねんぎふけんぎかいぎいんせんきょ）は、2019年（平成31年）4月7日に投票が行われた岐阜県議会の議員を改選するための一般選挙である。

## 概要
県議会議員の4年の任期満了に伴う選挙であり第19回統一地方選挙の一環として行われた。なお、岐阜県議会議員選挙は1947年（昭和22年）4月に実施された第1回の選挙からいずれも統一地方選挙の日程で実施されている。
2019年3月29日に告示され、定数46に対し58人が立候補。無投票当選が決まった選挙区は16選挙区だった。

## 選挙データ
- 告示日:2019年3月29日
- 投開票日:2019年4月7日
- 定員:46名
- 選挙区:26選挙区（うち16選挙区で無投票）
- 立候補者:58名（うち22名が無投票当選）

自由民主党:32名
公明党:2名
国民民主党:4名
日本共産党:3名
立憲民主党:1名
無所属:16名

## 選挙結果
自民党は29議席を獲得、追加公認を含めると改選前の33議席を維持し、公明党も議席維持となった。立憲民主党、日本共産党は議席を維持、国民民主党は岐阜市で落選者を出し議席を減らした。

## 当選者
自民党 
 公明党 
 国民民主党 
 立憲民主党 
 共産党 
 無所属 
| 岐阜市       | 中川裕子   | 渡辺嘉山 | 長屋光征 |
| 岐阜市       | 若井敦子   | 玉田和浩 | 広瀬修   |
| 岐阜市       | 澄川寿之   | 水野吉近 | 平野恭子 |
| 大垣市       | 伊藤秀光   | 猫田孝   | 野村美穂 |
| 大垣市       | 岩井豊太郎 |          |          |
| 高山市       | 高殿尚     | 川上哲也 |          |
| 多治見市     | 高木貴行   | 山本勝敏 |          |
| 関市・美濃市 | 佐藤武彦   | 尾藤義昭 | 林幸広   |
| 中津川市     | 平岩正光   | 早川捷也 |          |
| 瑞浪市       | 小川祐輝   |          |          |
| 羽島市       | 藤本恵司   |          |          |
| 恵那市       | 水野正敏   |          |          |
| 美濃加茂市   | 小川恒雄   |          |          |
| 土岐市       | 山内房壽   |          |          |
| 各務原市     | 松岡正人   | 伊藤正博 | 平野祐也 |
| 可児市       | 小原尚     | 伊藤英生 |          |
| 山県市       | 恩田佳幸   |          |          |
| 瑞穂市       | 森治久     |          |          |
| 飛騨市       | 布俣正也   |          |          |
| 本巣市       | 松村多美夫 |          |          |
| 郡上市       | 野島征夫   |          |          |
| 下呂市       | 今井政嘉   |          |          |
| 海津市       | 森正弘     |          |          |
| 羽島郡       | 田中勝士   |          |          |
| 養老郡       | 村下貴夫   |          |          |
| 不破郡       | 藤墳守     |          |          |
| 安八郡       | 安井忠     |          |          |
| 揖斐郡       | 国枝慎太郎 | 所竜也   |          |
| 加茂郡       | 加藤大博   |          |          |

### 補欠選挙
| 年   | 月  | 選挙区   | 当選者 | 当選政党 | 欠員     | 欠員政党 | 欠員事由 |
| ---- | --- | -------- | ------ | -------- | -------- | -------- | -------- |
| 2021 | 1月 | 中津川市 | 森益基 | 自民党   | 早川捷也 | 自民党   | 死去     |